# Кобылья Гора
Кобылья Гора — деревня в Опочецком районе Псковской области России. Входит в состав Звонской волости.
Расположена у западного прибрежья озера Нивно, в 13 км к югу от города Опочка и в 4 км к северу от деревни Балахи.
Численность населения по состоянию на 2000 год составляла 12 человек, на 2012 год — 9 человек.
До 2005 года деревня входила в состав ныне упразднённой Краснооктябрьской волости с центром в д. Балахи.